# 아이소말토스
아이소말토스(영어: isomaltose)는 말토스(엿당)와 유사하지만, α(1→4) 글리코사이드 결합 대신에 α(1→6) 글리코사이드 결합을 가지고 있는 이당류이다. 두 개의 단위체는 모두 피라노스 구조의 글루코스(포도당)이다. 아이소말토스는 환원당이다. 아이소말토스는 효소당화물엿(high maltose syrup)이 트랜스글루코시데이스로 처리될 때 생성되며, 아이소말토올리고당 혼합물의 주성분 중 하나이다.
아이소말토스는 글루코스의 캐러멜화의 산물이다.

## 같이 보기
- 말토스
- 아이소말테이스